# 성지초등학교 (경기)
성지초등학교는 대한민국 경기도 용인시에 있는 공립 초등학교이다.

## 학교 연혁
- 2005.01.19 경기도립학교 설치조례 제2조의거 성지초등학교 설치ㆍ준공
- 2005.03.01 성지초등학교 개교(6학급), 병설유치원 개원(1학급)
- 2006.10.11 과학실 현대화 사업
- 2007.03.28 학교도서관 개관
- 2009.02.12 다목적실 시청각실 개관
- 2010.03.01 도지정 에너지절약 정책 연구학교 운영
- 2011.01.22 운동장 스탠드 차양막 설치
- 2011.03.01 12학급 편성(유치원 1학급)
- 2012.03.01 제4대 유경복 교장선생님 부임
- 2013.02.14 제8회 졸업생 39명(총 243명)
- 2013.03.01 8학급 편성(유치원 2학급)
- 2014.02.14 제9회 졸업생 24명(총 267명)
- 2014.03.01 11학급 편성(유치원 2학급)
- 2014.09.01 제5대 최혜경 교장선생님 부임

## 참고 자료
- 성지초등학교 - 한국교육학술정보원 학교알리미